# Vimperk (stacja kolejowa)
Vimperk – stacja kolejowa w Vimperku, w kraju południowoczeskim, w Czechach. Znajduje się na wysokości 675 m n.p.m..  
Na stacji istnieje możliwość zakupu biletów i rezerwacji miejsc.

## Linie kolejowe
- 198 Strakonice - Volary